# Bataille de Vaprio d'Adda (1324)
Pour les articles homonymes, voir Bataille de Vaprio d'Adda.
Guerres entre guelfes et gibelins
Batailles
1150 – 1200
- Vernavola (1154)
- Spolète (1155)
- Tortone (1155)
- Milan (1158)
- Siziano (1159)
- Crema (1159)
- Carcano (1160)
- Milan (1162)
- Prataporci (1167)
- Alexandrie (1174-1175)
- Legnano (1176)

1201 – 1250
- Calcinato (1201)
- Casei Gerola (1213)
- Cortenuova (1237)
- Brescia (1238)
- Faenza (1239)
- Giglio (1241)
- Viterbe (1243)
- Parme (1248)
- Fossalta (1249)
- Cingoli (1250)

1251 – 1300
- Bataille de Montebruno (1255)
- Cassano (1259)
- Montaperti (1260)
- Bénévent (1266)
- Tagliacozzo (1268)
- Colle (1269)
- Roccavione (1275)
- Desio (1277)
- Forlì (1282)
- Pieve al Toppo (1288)
- Campaldino (1289)

1301 – 1350
- Pavie (1302)
- La Lastra (1304)
- Milan (1311)
- Soncino (1312)
- Gaggiano (1313)
- Rho (1313)
- Ponte San Pietro (1313)
- Scrivia (1315)
- Montecatini (1315)
- Pavie (1315)
- Sestri (1318)
- Bardi (1321)
- Mirandola (1321)
- Gorgonzola (1323)
- Vaprio d'Adda (1324)
- Altopascio (1324)
- Zappolino (1325)
- San Felice (1332)
- San Quirico (1341)
- Gamenario (1345)

1351 – 1402
- Mirandola (1355)
- Casorate (1356)
- Solara (1356)
- Alexandrie (1391)
- Casalecchio (1402)

La Bataille de Vaprio d'Adda est une bataille survenue le 28 février 1324. Elle s'inscrit dans le cadre plus général de la guerre entre guelfes et gibelins.

## Contexte historique
La victoire obtenue le 19 avril 1323 par l'armée pontificale et les Della Torre à Gorgonzola contre les Visconti permet aux guelfes de s'assurer des approvisionnements via les ponts de Vaprio et Cassano d'Adda. Cependant, à la fin de juillet, ils sont contraints d'abandonner le siège de Milan et de se retirer à Monza en raison des maladies qui se propagent parmi les soldats. Le 8 août, Marco Visconti, sorti de Milan, assiège Monza. La ville se défend vaillamment et après deux mois de siège, elle est contrainte de se retirer à Milan en raison d'une maladie contagieuse qui se propage parmi les troupes viscontiennes.
Cardona répond en envoyant un contingent de soldats déguisés en pêcheurs à Lodi, mais la ruse ne fonctionne pas et les guelfes sont chassés. Marco Visconti décide alors d'attirer Cardona hors de la ville, en sécurisant les ponts de Trezzo et Cassano, bloquant ainsi les principales voies pour faire passer des renforts et des approvisionnements vers Monza. Vers la fin de février 1324, Raimondo di Cardona sort avec une bonne partie de l'armée pontificale de Monza en direction de l'Adda dans une tentative de prendre Vaprio et de sécuriser les approvisionnements après le blocage du pont de Cassano par les Visconti.
On raconte que des présages du résultat de la bataille sont deux vols de vanneaux qui se confrontent dans les cieux au-dessus de Monza : le plus petit vol, venant de Milan, vainc le plus nombreux arrivant de l'est.

## La bataille
Le 28 février 1324, les Visconti font sortir une armée composée de nombreux fantassins et de 1 200 cavaliers allemands de Milan pour sécuriser le pont de Vaprio et bloquer complètement les approvisionnements aux pontificaux. Galéas Visconti ordonne à un groupe de vétérans de se rendre secrètement au bourg de Vaprio et d'attendre là l'éclatement de la bataille pour ensuite mettre le feu aux maisons. Pendant ce temps, l'armée pontificale, forte de nombreux fantassins et de 1 000 cavaliers, s'en rend compte, sort de Monza, rejoint Vaprio et en prend le bourg, le château et le pont.
Lorsque les Visconti arrivent près du bourg, ils assiègent immédiatement le château, mais Cardona, presque dépourvu de provisions, est contraint de chercher le combat sur le champ de bataille. Les archers milanais créent la confusion parmi les rangs des pontificaux tandis que la cavalerie bloque toute voie de fuite et les vétérans cachés là, comme ordonné, mettent le feu au bourg et au château. Un incendie dévastateur éclate et les flammes très hautes forcent Raimondo di Cardona à reculer vers la rive de l'Adda, mais celle-ci est en crue.
Les Visconti ordonnent alors la charge de la cavalerie lourde allemande qui perce les lignes ennemies, les plongeant dans le chaos. Certains soldats de l'armée pontificale abandonnent leurs armes et fuient vers Monza. Pris au piège, Cardona tente de s'échapper avec Enrico di Fiandra mais est capturé par les Visconti tandis que Simone Della Torre, avec de nombreux autres soldats, tente de traverser à la nage la rivière, se noyant dans les flots ; tous les autres sont poursuivis et abattus par les Visconti. La bataille est maintenant perdue.
Les Milanais s'emparent des étendards du roi de Naples, de l'État pontifical, des Florentins et de celui des Della Torre. Environ 800 chevaliers guelfes tombent et à peine 50 parmi les Visconti.

## Issue des combats et conséquences
Raimondo di Cardona, capturé, est conduit à Milan. Plus tard, il est libéré moyennant une lourde rançon et le serment de ne jamais plus prendre les armes contre les Milanais et leurs alliés. Le pape lève le serment de Cardona et l'année suivante, il retourne combattre contre les troupes de Castruccio Castracani, soutenues par les Milanais, lors de la bataille d'Altopascio où il est à nouveau vaincu et capturé.
Enrico di Fiandra reprend le commandement des troupes pontificales et se prépare à défendre Monza qu'il atteint le soir même. À ce sujet, Marco Visconti a une dispute avec Galéas Visconti, l'accusant de ne pas avoir su profiter de la victoire en refusant de capturer Monza, défendue par 2 000 hommes, pour la plupart éprouvés par la bataille et découragés. Galéas justifie sa décision par le désir de ne pas causer plus de tort à la ville, qui, selon ses prévisions, serait de toute façon tombée dans quelques jours. Cette nuit-là, l'armée viscontienne campe près de Concorezzo.
Enrico di Fiandra, fuyant à travers la campagne, arrive à Monza le lendemain. En novembre, Raimondo di Cardona est libéré pour transmettre les conditions de paix au pape. Dans les mois suivants, Galéas Visconti ouvrira des négociations secrètes avec le pape, qui seront poursuivies par Azzone Visconti. Une réconciliation ne sera atteinte qu'en septembre 1329, mais les tensions avec l'État pontifical se poursuivront pendant de nombreuses années.